# قرة تبة (رهال)
قرة تبة هي قرية في مقاطعة خوي، إيران. عدد سكان هذه القرية هو 422 في سنة 2006.